# Corsikomeris remyi
Corsikomeris remyi är en mångfotingart som beskrevs av Karl Wilhelm Verhoeff 1943. Corsikomeris remyi ingår i släktet Corsikomeris och familjen klotdubbelfotingar. Inga underarter finns listade i Catalogue of Life.